# Монченізіо
Монченізіо (італ. Moncenisio, п'єм. Monsnis) — муніципалітет в Італії, у регіоні П'ємонт,  метрополійне місто Турин.
Монченізіо розташоване на відстані близько 580 км на північний захід від Рима, 60 км на захід від Турина.
Населення — 37 осіб (2014).
Щорічний фестиваль відбувається останньої неділі квітня. Покровитель — святий Юрій.

## Демографія
Населення за роками:

Станом на 1 січня 2023 року в муніципалітеті іноземці офіційно не проживали.

## Сусідні муніципалітети
- Ланлебур-Мон-Сені (Франція)
- Новалеза
- Венаус